# Eurycarenus lowei
Eurycarenus lowei är en tvåvingeart som beskrevs av Hesse 1938. Eurycarenus lowei ingår i släktet Eurycarenus och familjen svävflugor. Inga underarter finns listade i Catalogue of Life.